# Đeram
Đeram ili đerma (tur. germek: protegnuti, ispružiti, ili turcizam grč. podrijetla od novogrč. γεράνı: bunarska motka < starogrč. γέρανος: ždral; u novogrč. γέρανος znači: vitlo, dizalica) je naprava za vađenje vode korištenjem poluge, sastavni dio seoskih bunara. Sastoji se od dugačke pokretne grede na visokom stupu, kojoj je na jednom kraju uteg (kamen), a na drugome konopac s posudom za zahvaćanje vode.

## Zdenac
Zdenac, bunar, hladenac, kladenac ili studenac je iskopana duboka i podgrađena jama u koju se hvata ili skuplja podzemna voda. U seoskim područjima jama je iznutra ograđena kamenom ili opekom, a nadzemni je dio (grlo), prema lokalnim graditeljskim značajkama, u obliku kocke, prizme ili valjka, izveden od gredica, kamena, opeke, betona, pa i šupljega debla. Voda se crpi posudom (metalnom, ranije i kožnim ili drvenim vjedrom), ovješenom o drvenu kuku ili pričvršćenom na uže. Uže može biti namotano na vodoravno položeno vitlo, koji se pokreće kolom; takvi su bunari zaštićeni i nadstrešnicom. U ravničarskim hrvatskim krajevima uže je pričvršćeno na đeram, dugačku pokretnu gredu, uloženu u visoki stup. Bunari su većinom na dvorištima pojedinačnih kućanstava, ali mogu biti i zajednički za zaselak ili selo; tada su i uobičajena mjesta okupljanja. Javni gradski i samostanski bunari često su bogato umjetnički oblikovani.